# 水月会
水月会（すいげつかい）とは、かつて存在した自由民主党の議員グループ。
派閥の名称は、知人の臨済宗全生庵の住職に依頼して付けられたもので、「水月道場に坐す」という禅語に由来しており、「水も月も無心に映すように、無私、無欲の高い境地から務めていく」、「無心で時代の要請に応える」という想いを込めたという。なお、水月とは軍陣で、水と月が相対するように、両軍が接近してにらみ合うことの意味もある。

## 歴史
安倍晋三の自民党総裁無投票再選が決まった翌日の2015年9月9日、第3次安倍内閣にて地方創生担当大臣であった石破茂は、自身が顧問を務めていた、派閥に所属しない議員でつくる「無派閥連絡会」を解散し、自身の派閥を結成する意向を表明。同年9月28日に「水月会」として発足させた。
参加メンバーについて、石破は幹事長時代には「脱派閥」を訴えていたため、党内からは言行不一致を指摘する声もあり、実際に、石破の側近とされる小此木八郎国会対策委員長代理は「石破氏を首相にしたい思いはあるが、派閥のイメージは似つかわしくない」として参加しないことを表明し、同じく側近とされる浜田靖一も参加を見送るなど、一部議員の不参加も招く中、衆参合わせて20人の議員が参加し、自民党で8番目、参加議員数では6番目の派閥となった。派閥の特徴として、他の7つの派閥は自民党発足時の派閥の流れを汲む一方、水月会は、新たに無派閥の議員を中心に構成される。
石破は派閥発足時の記者会見で、自身が大臣を務める安倍内閣を支えると同時に、安倍の任期2期6年の折り返しの段階から時間をかけて、「今後50年先、100年先を見据えて政策体系を構築し、行動し、国民と正面から向き合い議論し、共感と納得を得られる政策集団」を作りたいとする意向を示した上で、「私のようなものでも、仮に政権を担うのが望ましいということであれば、それを目指したい」として首相就任を目指す意欲を見せた。
2018年9月20日に行われた自民党総裁選挙で石破が立候補したが、現職の安倍晋三に敗れた。
2019年9月11日に発足した第4次安倍第2次改造内閣での石破派からの入閣はなかった 。
2020年9月14日に実施された自民党総裁選挙に石破は4度目の出馬をし、選対本部長を会長代行の山本有二が務めた。結果は、内閣官房長官の菅義偉が有効投票数の534票のうちの377票を獲得し当選した。石破は、同じく立候補した政務調査会長の岸田文雄の89票に次ぐ68票で敗れた。同16日に発足した菅義偉内閣では田村憲久が厚生労働大臣で入閣した。石破は4度にわたる総裁選敗北の責任を取って、同年10月22日に会長を辞任。石破は事務総長の鴨下一郎を後任に指名したが固辞され、石破の辞任から1ヶ月が過ぎても後任や派の方向性が決まらず例会も開けない状態が続いたが、同年12月になり、会長職は空席のまま幹部（世話人）による集団指導体制で派閥を存続させることが決まった。このタイミングで、同会所属の山本有二は退会しない形の「休会届」を提出した。同月17日、鴨下一郎、後藤田正純、福山守、冨樫博之の4名が世話人に選出された。
2021年は、1月21日、石破茂の顧問就任と事務総長を務める鴨下一郎の代表世話人就任が決まった。
9月27日、石破派は休会中だった山本有二が同17日付で退会したと発表した。古川禎久も同月30日付で石破派を退会した。古川は2015年の派閥結成時から3年余り事務総長を務めていた。
山陽地方の広島県出身の岸田内閣では、石破派のポストは副大臣1人のみとなった。10月31日に実施された第49回衆議院議員総選挙では、世話人のうち鴨下が立候補せず引退し、福山守が落選した。
11月29日、石破は派閥存続を断念し、他派閥と掛け持ち可能な議員グループとする方針を固めた。2020年以降より退会者が相次いで勢力が弱まる中で派閥存続や組織のあり方に関して、第49回衆議院議員総選挙を経た2021年11月中旬以降から所属議員に個別に意見を聞き対応を一任されていた。同年12月2日の臨時総会で、石破が正式に水月会の組織形態を「派閥」から「議員グループ」に変更すると発表した。これにより自民党の派閥は7から6になった。また、同種のグループとしては谷垣グループ（有隣会）が存在する。
2022年1月、定例会を開催する曜日を今まで派閥が通常開いていた木曜日から水曜日に変更した。
グループとしての勉強会は2023年6月を最後に途絶えていたが、2024年1月31日に石破が水月会の会合を開き、勉強会を再開する方針を明らかにした。
2月7日、政治資金規正法に基づく政治団体としての解散を決定した。自民派閥の政治資金パーティー裏金事件を受け、政治団体の解散を決める派閥が相次ぐ中、足並みをそろえることが望ましいと判断した。勉強会などグループとしての活動は続ける方針。9月9日に政治団体の解散届を総務相宛てに提出した。
9月27日の自民党総裁選挙にて石破が決選投票で高市早苗を破り、第28代総裁に選出された。10月1日に石破内閣が発足し、グループ所属の赤沢亮正と平将明が初入閣した。

## 歴代会長
| 代 | 会長                                  | 派閥呼称 | 期間            |
| -- | ------------------------------------- | -------- | --------------- |
| 1  | 石破茂                                | 石破派   | 2015年 - 2020年 |
| -  | 鴨下一郎 後藤田正純 福山守 冨樫博之 ※ | 同上     | 2020年 - 2021年 |

※ 4人の「世話人」による集団指導体制

## 解散時の構成

### 役員
| 顧問   | 世話人   | 政策委員長 | 広報委員長 |
| ------ | -------- | ---------- | ---------- |
| 石破茂 | 冨樫博之 | 赤沢亮正   | 平将明     |

### 衆議院議員
| 石破茂 （13回、鳥取1区）  | 赤沢亮正 （7回、鳥取2区） | 平将明 （7回、東京4区） | 田所嘉徳 （5回、比例北関東・茨城1区） |
| 冨樫博之 （5回、秋田1区） |                           |                         |                                       |

（計5名）

### 参議院議員
| 舞立昇治 （2回、鳥取県・島根県） |

（計1名）

## かつて所属していた人物
- 若狭勝
2017年、東京都議会議員選挙で小池百合子都知事が中心の地域政党「都民ファーストの会」を応援するために自民党に進退伺を提出した。これを受け緊急の幹部会を開き、若狭の退会を決めた[32]。その後、同年7月に離党。
- 石崎徹
2019年3月26日に退会。その後、2020年10月に離党。2021年9月、日本維新の会に入党。
- 中西哲[33]
2021年2月4日退会[34]。同日参議院平成研究会に入会。
- 伊藤達也
2021年3月18日退会[35]。2022年3月31日、平成研究会に入会[36]。
- 山本有二
2021年9月17日退会[37]。
- 古川禎久
2021年9月30日退会[38]。同年10月5日、平成研究会に入会[39]。
- 山下貴司
2021年12月2日退会[40]。後に平成研究会に入会。
- 後藤田正純
2021年12月2日退会[41]。同月9日、平成研究会に入会[42]。
- 斎藤健
2021年12月2日退会[43]。
- 田村憲久
2021年12月2日退会。2023年9月8日、宏池会に入会。

### その他国政選挙落選・引退者
※は、国政選挙落選者、◆は、政界を引退した者、●は、故人。括弧内は、議員でなくなった時点での議会所属。
- 小坂憲次◆（参・比例区）
- 神山佐市※（衆・埼玉7区）
- 門山宏哲※（衆・比例南関東）
- 鴨下一郎◆（衆・東京13区）
- 八木哲也※（衆・愛知11区）
- 福山守※（衆・比例四国）
- 竹内功◆（参・比例区）